# 石井忠亮

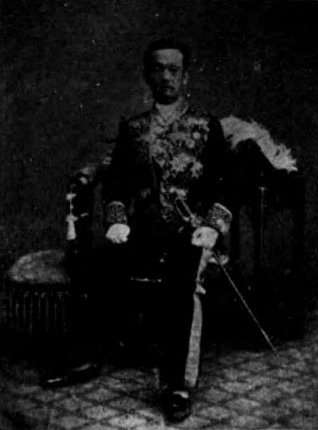
石井忠亮

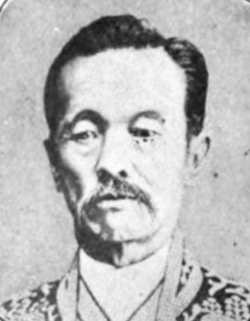
石井忠亮 逓信省初代電信局長

石井 忠亮（いしい ただあきら / ただすけ、天保11年7月7日（1840年8月4日） - 1901年（明治34年）1月1日）は、幕末の佐賀藩士、明治時代の政府高官。位階勲等は従三位勲二等。日本国営電話事業の創始者。旧逓信省初代電信局長、錦鶏間祗候。鉄道の井上勝、郵便の前島密、電信の石丸安世と並ぶ「逓信四天王」の一人。通称・貞之進。

## 経歴
元佐賀藩士で、中牟田倉之助らとともに藩営三重津海軍所の教官として勤務した。明治元年（1868年）3月に開催された、日本初の観艦式では、旗艦電流丸（佐賀藩）に座乗し、5隻とフランス海軍から派遣された1隻の計6隻からなる受閲艦隊の総指揮官を務めた。戊辰戦争では、政府軍に属して佐賀藩海軍の陽春丸船将として箱館に出征。その戦功を明治天皇より賞され、戦功禄50石を下賜される。
海軍中佐のとき、軍務を去り、工部省に移籍する。土木・電信の事業に関わり、1875年（明治8年）には、ヨーロッパ各国の電信事情を視察する。1880年（明治13年）には電信局長に就任する。1883年（明治16年）には上海に出張し、現地の電話交換局を視察した。日本においても早急なる電話事業開設の必要性を感じ、帰国後、工部卿佐々木高行に対し、国営電話事業の開設を建言する。この結果、国営の電話事業が始まり、忠亮は日本で最初に電話通話を行なった。
1885年（明治18年）、ドイツで開催された万国電信会議には、日本政府代表として出席した。1887年（明治20年）には逓信省電信局長から元老院議官に抜擢された。1889年（明治22年）には和歌山県知事に転任する。1891年（明治24年）に非職、1892年（明治25年）4月28日、依願免本官となり退官した。1896年（明治29年）1月16日、錦鶏間祗候を仰せ付けられた。晩年は和歌山県で余生を送った。1901年（明治34年）死去。

## 栄典
位階
- 1883年（明治16年）6月28日 - 従五位[4]
- 1893年（明治26年）2月28日 - 正四位[5]
- 1901年（明治34年）1月2日 - 従三位[6]

勲章等
- 1887年（明治20年）11月25日 - 勲四等旭日小綬章[7]
- 1889年（明治22年）
  - 11月25日 - 大日本帝国憲法発布記念章[8]
  - 12月27日 - 勲三等瑞宝章[9]
- 1901年（明治34年）1月2日 - 勲二等瑞宝章[6]